# Lenguaje de modelado de objetos

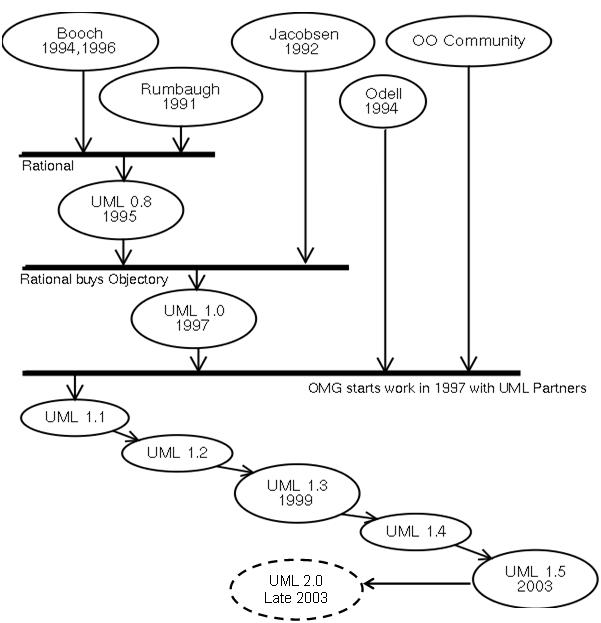
Historia del lenguaje de modelado de objetos.

El lenguaje de modelado de objetos es un conjunto estandarizado de símbolos y de modos de disponerlos para modelar (parte de) un diseño de software orientado a objetos.
Algunas organizaciones los usan extensivamente en combinación con una metodología de desarrollo de software para avanzar de una especificación inicial a un plan de implementación y para comunicar dicho plan a todo un equipo de desarrolladores. El uso de un lenguaje de modelado es más sencillo que la auténtica programación, pues existen menos medios para verificar efectivamente el funcionamiento adecuado del modelo. Esto puede suponer también que las interacciones entre partes del programa den lugar a sorpresas cuando el modelo ha sido convertido en un software funcionante.
Algunos metodólogos del software orientado a objetos distinguen tres grandes "generaciones" cronológicas de técnicas de modelado de objetos:
- En la primera generación, tecnólogos aislados y grupos pequeños desarrollaban técnicas que resolvían problemas que se encontraban de primera mano en los proyectos de desarrollo orientado a objetos. En esta generación se incluye a autores y técnicas como Rumbaugh, Jacobson, Booch, los métodos formales, Shlaer-Mellor y Yourdon-Coad.
- En la segunda generación se reconoció que muchas de las mejores prácticas pertenecían a diferentes métodos del fragmentado terreno de la metodología orientada a objetos. Se realizaron múltiples intentos para integrar dichas técnicas en marcos coherentes tales como FUSION. En cualquier caso, la comunidad del software orientado a objetos empezaba a reconocer los beneficios que la standarización de las técnicas conllevaría: abandono de las "buenas" formas de hacer las cosas en favor de "la manera adecuada”, que permitiría un lenguaje y unas prácticas comunes entre los diferentes desarrolladores.
- La tercera generación consiste en intentos creíbles de crear dicho lenguaje unificado por la industria, cuyo mejor ejemplo es UML
- Datos: Q7075061